# جورش کن (فیلم)
جورش کن (انگلیسی: Set It Up) فیلم کمدی رمانتیک آمریکایی محصول سال ۲۰۱۸ است که در این فیلم زوئی دویچ، گلن پاول، تای دیگز و لوسی لیو نقش‌های اصلی را بازی کرده‌اند، کارگردانی این فیلم را کلیر اسکانلون بر عهده داشته‌است و فیلمنامه‌نویس آن کیتی سیلبرمن بود. داستان فیلم در مورد دو دستیار پرمشغله است که سعی می‌کنند برنامه ای برای آشنایی و ملاقات رئیس‌های پرتوقع خود در نیویورک جور کنند. فیلم در روز ۱۵ ژوئن ۲۰۱۸ توسط نتفلیکس به نمایش درآمد و نقدهای مثبتی را به همراه داشت.

## داستان فیلم
هارپر مور دستیار کریستن استوینز است که روزنامه‌نگار سابق و تنها فرد و مسئول کنونی سردبیر خبرورزشی آنلاین می‌باشد. چارلی یانگ دستیار ریک اوتیس است که سرمایه‌داری جسور و عصبی است. این دو دستیار در یک ساختمان مشغول به فعالیت هستند و وقتی که یک شب رئیس آنها نیاز به شام دارد و آنها پیگیر تهیه شام هستند همدیگر را ملاقات می‌کنند.
هارپر برای کریستن و خودش سفارش شام داده‌است ولی برای تحویل گرفتن آن، پول نقدی به همراه ندارد. چارلی که هنوز سفارش شام برای ریک نداده‌است، پول شام هارپر را پرداخت می‌کند و آنها را برای رساندن به ریک تحویل می‌گیرد. وقتی هارپر به چارلی می‌گوید که اگر با غذا به پیش رئیسش برنگردد اخراج می‌شود چارلی یکی از غذاها را به او می‌دهد.
روز بعد، هارپر پول غذای چارلی را پس می‌دهد و آنها در مورد کار خودشان با هم صحبت می‌کنند. هرچند رفتار ریک خشونت‌آمیز است ولی ارتباط با او، ترقی و ترفیع چارلی را تضمین می‌کند. هارپر از شغل کریستن خوشش می‌آید و آرزو دارد مقاله ورزشی بنویسد. هردو دستیار شاکی هستند که به خاطر مشغله زیاد، زمانی برای رسیدن به زندگی شخصی ندارند.
هارپر به مزاح می‌گوید که اگر هر دو رئیس آنها با هم رابطه داشته باشند و اگر آنها می‌توانستند برای آنها قرارملاقاتی جور کنند، فشار کاری زیاد از روی دوش آنها برداشته می‌شد. بعد از اینکه سوز، دوست دختر چارلی، به خاطر اینکه چارلی وقت کافی برای گذراندن با او در اختیار ندارد، در حال تصمیم‌گیری برای جدا شدن از او است، چارلی با نقشه هارپر موافقت می‌کند.
نقشه اول آنها که خواستند ریک و کریستن در یک آسانسور با هم باشند و آسانسور در بین طبقات از حرکت متوقف شود تا باعث رابطه دل فریبی بین این دو گردد به خاطر ورود یک مرد تحویل جنس که مبتلا به بیماری تنگنا هراسی است و شروع به لخت شدن و ادرار می‌کند، خراب می‌شود. سپس چارلی و هارپر ترتیبی می‌دهند تا رئیس‌های آنها در هنگام تماشای مسابقه بیسبال کنار یکدیگر بنشینند. از قبل با اپراتور فیلمبرداری مسابقه هماهنگ می‌کنند تا صحنه دوربین بوسه تماشاگران را در جریان مسابقه روی این دو زوم نماید تا آنها همدیگر را ببوسند. بعد از سه مرتبه تکرار زوم کردن دوربین بوسه، درنهایت ریک و کریستن همدیگر را می‌بوسند. آنها با یکدیگر قرار می‌گذارند و از آن به بعد چارلی زمان کافی برای ملاقات با دوست دخترش را بدست می‌آورد و هارپر هم می‌تواند به زندگی شخصی خود برسد.
هرچند، بین ریک و کریس اتفاقاتی می‌افتد که رابطه بین آنها را به چالش می‌کشد و هارپر و چارلی متوجه می‌شوند که برای ادامه رابطه بین رئیس‌های خودشان باید تلاش بیشتری به خرج بدهند. آنها با جور کردن برنامه‌های ساختگی قرار ملاقات بین این دو، ارسال یادداشت و دادن هدایای ساختگی، وترتیب دادن گذران آخر هفته در مناطق دوردست، سعی می‌کنند رابطه بین این دو را همچنان در حد خوبی نگه دارند. وقتی سوز، دوست دختر چارلی، به چارلی بی محلی می‌کند، او هارپر را برای شرکت در جشن نامزدی بهترین دوستش، بکا، همراهی می‌کند.
وقتی ریک و کریستن از تعطیلات آخر هفته در کنار یکدیگر بازمی‌گردند، آنها فاش می‌کنند که با هم نامزد شده‌اند. هارپر و چارلی هیجان زده می‌شوند ولی چارلی متوجه می‌شود که ریک به خاطر تحریک همسر سابقش، کیکی، که هنوز از او طلاق نگرفته‌است پیشنهاد خواستگاری از کریستن را مطرح کرده‌است. هارپر وقتی این را متوجه می‌شود که صحبت‌های ریک با کیکی را در تلفن گوش می‌دهد. او به پیش چارلی می‌رود و وقتی متوجه می‌شود او هم از موضوع خبردار است و هنوز تمایل به ادامه ماجرای ازدواج بین ریک و کریستن را دارد، از او ناامید می‌شود.
هارپر به پیش کریستن می‌رود و برای او توضیح می‌دهد که او و چارلی نقشه‌های مختلف و مخفیانه ای را طرح‌ریزی کرده‌اند تا این دو با هم ارتباط برقرار کنند و این یک ازدواج از روی عشق و علاقه نیست. کریستن او را اخراج می‌کند و قصد دارد به ازدواج تن دهد. چارلی متوجه می‌شود که علاقه ای به دوست دخترش ندارد وبه خاطر همین رابطه اش را با او به هم می‌زند و به سوی فرودگاه می‌رود که کریستن و ریک برای ازدواج با یکدیگر در حال ترک شهر هستند. چارلی بی خیال شغلش می‌شود و به کریستن می‌گوید ریک به او علاقه ای ندارد و هیچ شناختی ازش ندارد. کریستن با چند سؤال از ریک، متوجه این واقعیت می‌شود و او را ترک می‌کند.
هارپر برای نوشتن مقاله‌های خودش به مشکل می‌خورد ولی بکا او را تشویق می‌کند تا به نوشتن مقاله ادامه دهد. ریک از چارلی می‌خواهد تا برای بازگرداندن رابطه مناسب با همسر سابقش به او کمک کند. هارپر برای برداشتن وسایلش به محل دفتر کار سابق خود می‌رود. کریستن سعی می‌کند تا هارپر را متقاعد کند تا دوباره به سرکارش برگردد ولی هارپر قبول نمی‌کند و تصمیم دارد روی نوشتن مقاله‌هایش تمرکز کند. کریستن با پیشنهاد چاپ مقاله هارپر، او را متقاعد به ماندن می‌کند.
هارپر در حال ترک محل کارش با چارلی برخورد می‌کند. هارپر و چارلی با اعتراف به اینکه همدیگر را دوست دارند، علیرغم اینکه دلایل زیادی برای آن وجود ندارد، همدیگر را در آغوش گرفته و می‌بوسند.